# Swimming with Sharks
Swimming with Sharks (titulada: Buddy: Un factor de riesgo o Las reglas de Buddy en Argentina y El factor sorpresa en España) es una película estadounidense de comedia y crimen de 1994, dirigida y escrita por George Huang, los protagonistas son Kevin Spacey, Frank Whaley y Michelle Forbes, entre otros. El filme fue producido por Cineville, Keystone Studios, Mama’Z Boy Entertainment y NeoFight Film; se estrenó el 10 de septiembre de 1994.

## Sinopsis
Este largometraje trata acerca de un joven e inocente asistente de estudio de Hollywood, que finalmente deja de hacerle caso a su abusivo jefe de producción.